# متین پارسا
متین پارسا (زادهٔ ۲۵ مرداد ۱۳۸۰) بازیکن فوتبال اهل ایران است کاپیتان و پست مدافع برای باشگاه نفت مسجدسلیمان در لیگ برتر خلیج فارس بازی می‌کند و همچنین کاپیتان تیم ملی امید است.